# Lucicutia
Lucicutia är ett släkte av kräftdjur. Lucicutia ingår i familjen Lucicutiidae.
Lucicutia är enda släktet i familjen Lucicutiidae.

## Dottertaxa tillLucicutia, i alfabetisk ordning[1]
- Lucicutia anomala
- Lucicutia atlantica
- Lucicutia aurita
- Lucicutia bicornuta
- Lucicutia clausi
- Lucicutia clausii
- Lucicutia curta
- Lucicutia ellipsoidalis
- Lucicutia flavicornis
- Lucicutia formosa
- Lucicutia frigida
- Lucicutia gaussae
- Lucicutia gemina
- Lucicutia grandis
- Lucicutia longicornis
- Lucicutia longifurca
- Lucicutia longiserrata
- Lucicutia lucida
- Lucicutia macrocera
- Lucicutia magna
- Lucicutia maxima
- Lucicutia oblonga
- Lucicutia orientalis
- Lucicutia ovaliformis
- Lucicutia ovalis
- Lucicutia pacifica
- Lucicutia paraclausi
- Lucicutia polaris
- Lucicutia profunda
- Lucicutia pseudopolaris
- Lucicutia simulans
- Lucicutia tenuicauda
- Lucicutia wolfendeni